# Stössel-Laute

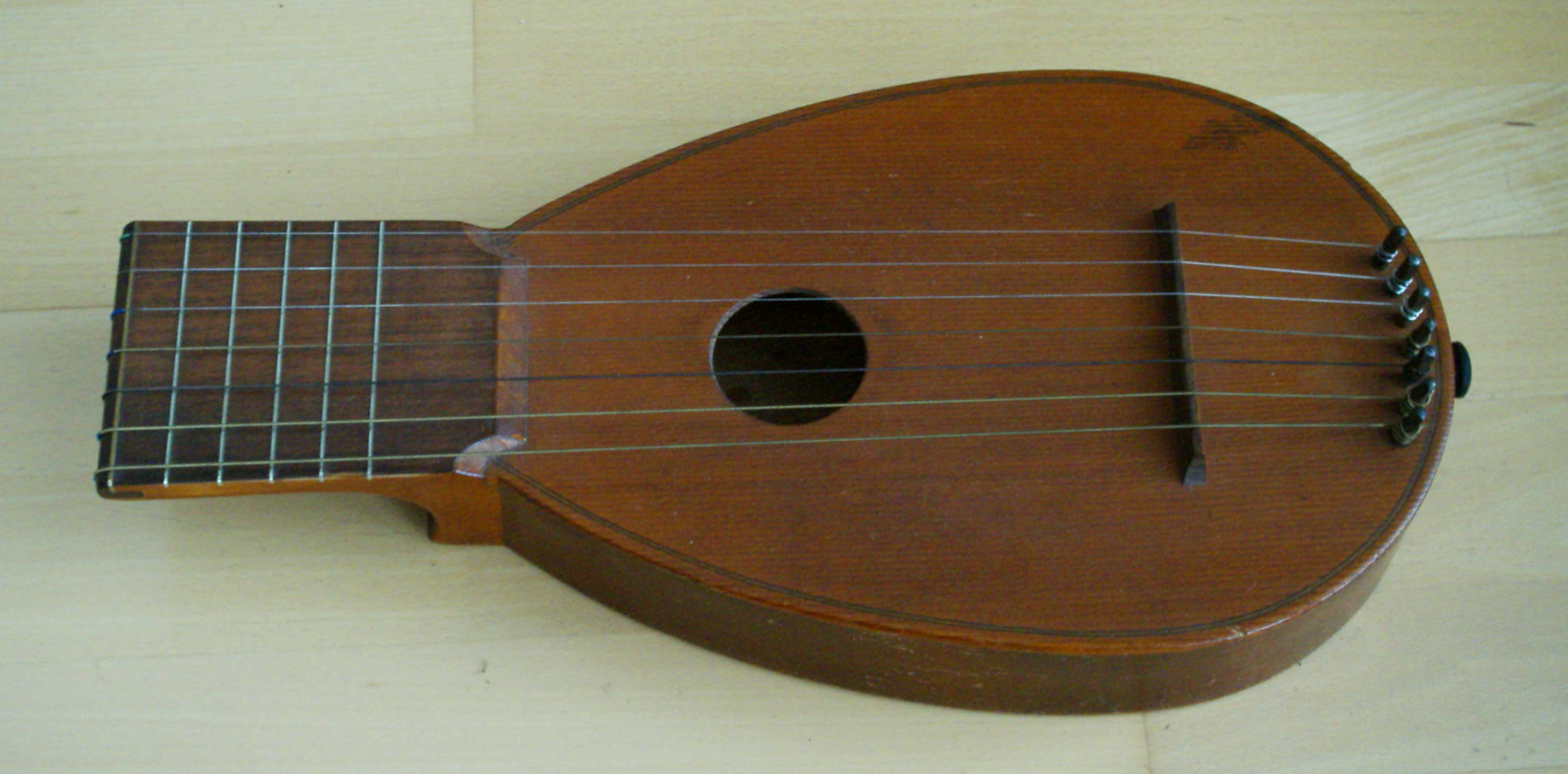
Siebensaitige Stössel-Laute

Die Stössel-Laute, auch Stössel-Mandoline, ist ein flaches Zupfinstrument mit lautenartigem Umriss und gehört gemäß Rolf Irle zu den Kastenzithern. Benannt wurde sie nach ihrem Erfinder, dem Kölner Geigenbauer Georg Stössel (1867–1943).
Der kurze und breite Hals bietet ein Griffbrett mit fünf Bünden. Die (bei der 7-chörigen Stössel-Laute in Terzen gestimmten) Saiten werden über die Stirnkante gegriffen, die Greiffinger liegen parallel zu den Saiten. Stössel suchte mit dieser Laute die schwierigen Greifarten der gebräuchlichen Saiteninstrumente zu Begleitzwecken zu vereinfachen, eine rasche Erlernbarkeit und eine größere Bequemlichkeit zu erreichen. Hierzu wurde auch eine spezielle, der üblichen Notenschrift ähnliche Tabulatur verwendet. Die gängige Form hat sieben Saiten, es gibt aber auch Stössel-Lauten mit fünf und neun Saiten und die Bass-Lauten, die zusätzlich 13 Bass-Saiten haben, die wie bei einer Zither gezupft werden. Die Saitenbefestigung und -stimmung erfolgt mittels Zitherwirbeln auf dem Korpus. Auf Grund der einfachen Herstellungsweise eignete sich das zwischen Zither und Flachmandoline eingruppierbare Produkt Stössels zur kostengünstigen Massenproduktion, erlaubte aber aufgrund der ohne Lagenspiel auskommenden, kaum Verzierungen und Klangmodulationen zulassenden Griffweise und im Vergleich mit anderen Lauteninstrumenten geringen Klangqualität keine weitere Verbreitung als Konzertinstrument.

## Geschichte
1914 baute Georg Stössel seine erste Stössel-Laute. Am 31. August 1915 erhielt er vom Deutschen Patentamt das Patent auf die Grundversion und drei Weiterentwicklungen. In den folgenden Jahrzehnten baute er hunderte  Abwandlungen seiner Laute. Seine Sammlung der Prototypen in seiner Kölner Werkstatt verbrannten 1943 bei einem Bombenangriff. Am 23. Juni 1923 wurde in Stuttgart die Stösselinstrumentenbau AG gegründet, die die Laute, unter Stössel als technischem Direktor und dem Ingenieur Kurt Schiffler als Vertriebsleiter, für den überregionalen Markt produzierte. Nach dem Konkurs der AG setzte Schiffler die Produktion in seinen Dusyma-Werkstätten in Stuttgart-Ostheim fort. Dort entstand auch das nach ihm benannte Modell Schiffler.
Einer der bekanntesten Stössel-Lautenisten und Förderer des Instruments war der Kölner Jacob Pick (gestorben am 24. Mai 1984).

## Name
Stössel bezeichnete sein Instrument als Stössel's Lauten-Mandoline. In einer 1920 erschienenen Schule von H. J. Bachem wird das Instrument als Stössel's Accord-Mandoline genannt. Daraus entstand mit erscheinen der Schule von Joseph Drechsel der Name Stössel-Mandoline. Die Stuttgarter Dusyma-Werkstätten fertigten sie unter den Namen Deutsche Laute und Mandolaute. Letztere Bezeichnung wurde von Dusyma für verschiedene Instrumente verwendet.